# 祐天寺
祐天寺（ゆうてんじ）は、東京都目黒区中目黒五丁目にある浄土宗の寺院である。山号は明顕山。本尊は祐天上人像（本堂安置）と阿弥陀如来坐像（寄木造、阿弥陀堂安置）。現在の本堂は、元々は常念仏堂として建立された堂宇を再建したものである。

## 沿革
享保3年の春ごろから増上寺36世住持の祐天の体調が悪化したため、弟子の祐海は祐天が常念仏を行える廟所を探す。しかし同年7月15日（1718年8月11日）に祐天が亡くなる。
祐天が廟所を目黒の地に建立することを望んでいたこともあり、祐海は同じ目黒にある善久院を100両で購入し、住職となる。損傷の激しい善久院に祐天の廟所と常念仏堂を建立再興した。
享保8年（1723年）1月13日、祐天寺の寺号が正式に許可される。
祐天を開山とし、祐海は第2世となる。

## 境内
- 本堂 - 祐天上人像を安置。
- 阿弥陀堂 - 阿弥陀如来像を安置。
- 仁王門 - 金剛力士（仁王）像（石見作）と持国天・増長天像を安置。
- 地蔵堂 - 地蔵菩薩像を安置[6]。

墓地は二カ所に分かれている。
- 柳原愛子（大正天皇の生母）
- 伯爵柳原前光
- 生実藩主森川氏
- 長州藩主毛利家室の墓 - 山門横にある。
- 土佐藩主山内家室の墓
- 寺村道成（日野春草）
- 松岡辰方
- 渋沢喜作（成一郎）
- 渋沢作太郎
- 歌橋
- 堤功長
- 岡千仭
- 水野幸吉 - 外交官
- 森要蔵
- 森寅雄

## 文化財
国の登録有形文化財
- 本堂
- 書院
- 地蔵堂
- 地蔵堂門
- 表門
- 水屋
- 鐘楼

東京都指定有形文化財
- 旧崇源院霊屋宮殿
- 木造祐天上人坐像

東京都指定文化財旧跡
- 祐天上人墓

区指定有形文化財
- 仁王門
- 阿弥陀堂
- 絹本著色阿弥陀三尊来迎図
- 絹本著色当麻曼荼羅図・祐天上人像
- 絹本著色阿弥陀如来像（裏面　飛天散華図）
- 木造祐海上人坐像

## 交通アクセス
- 東急東横線祐天寺駅から徒歩5分

## 参考画像

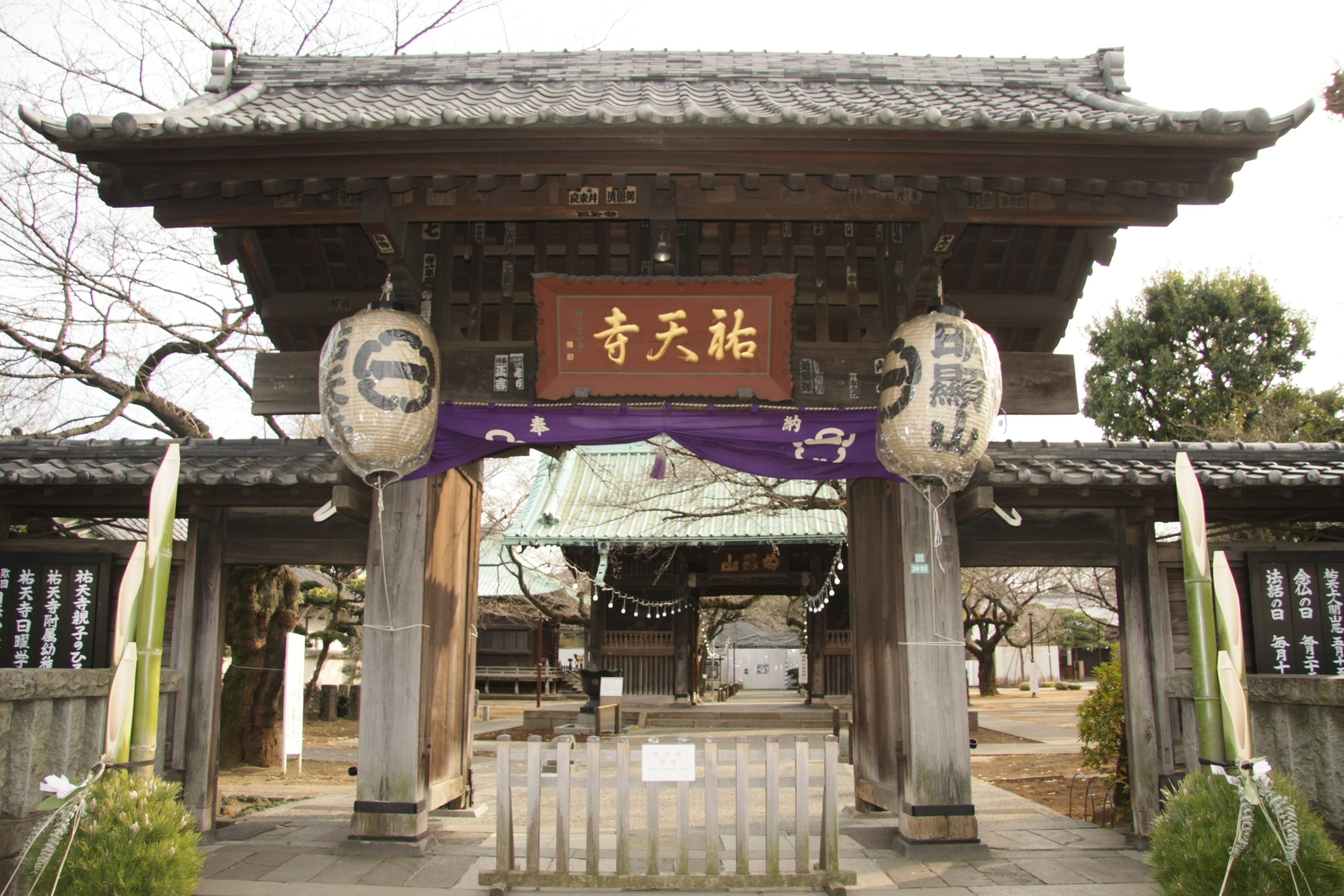
表門
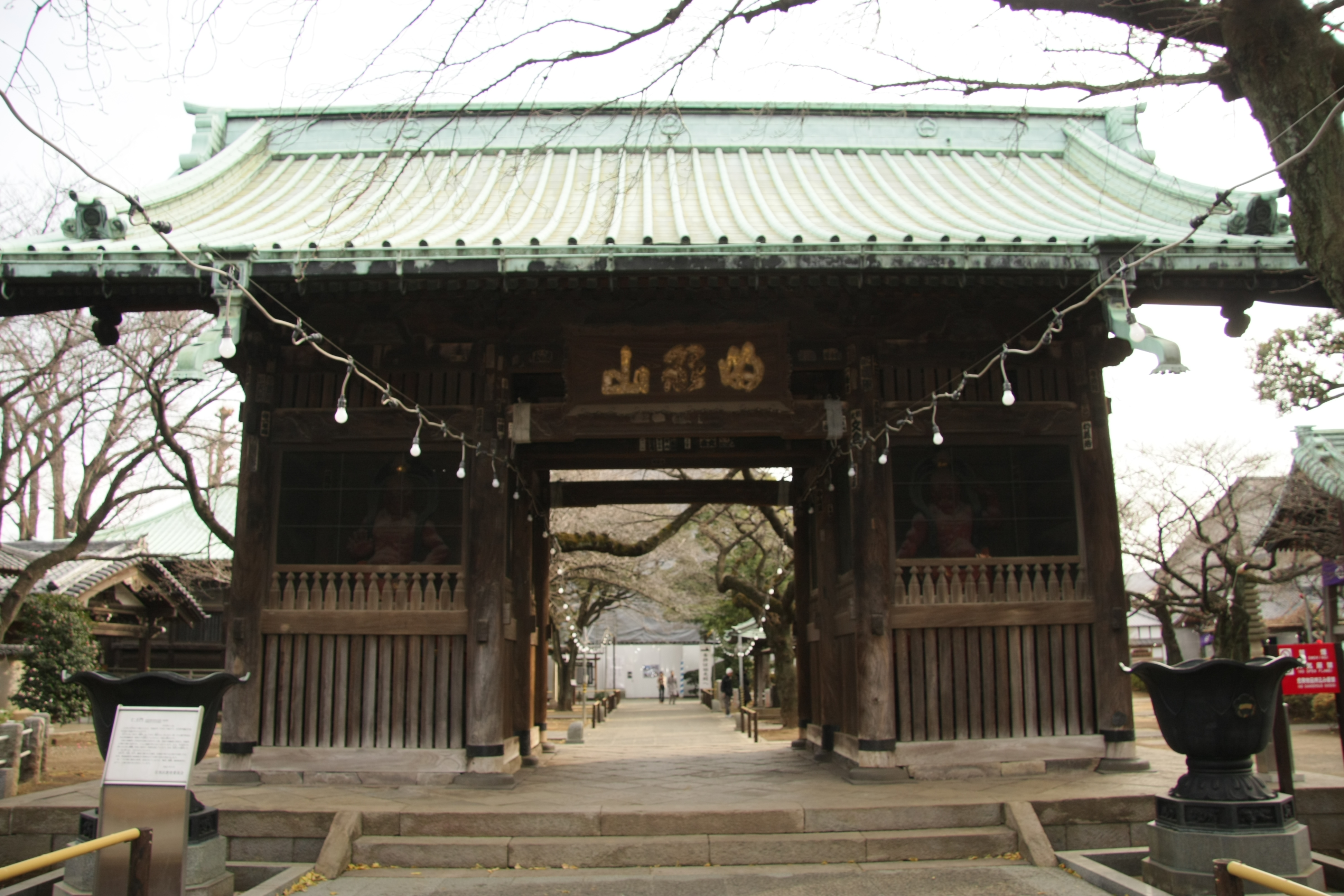
仁王門
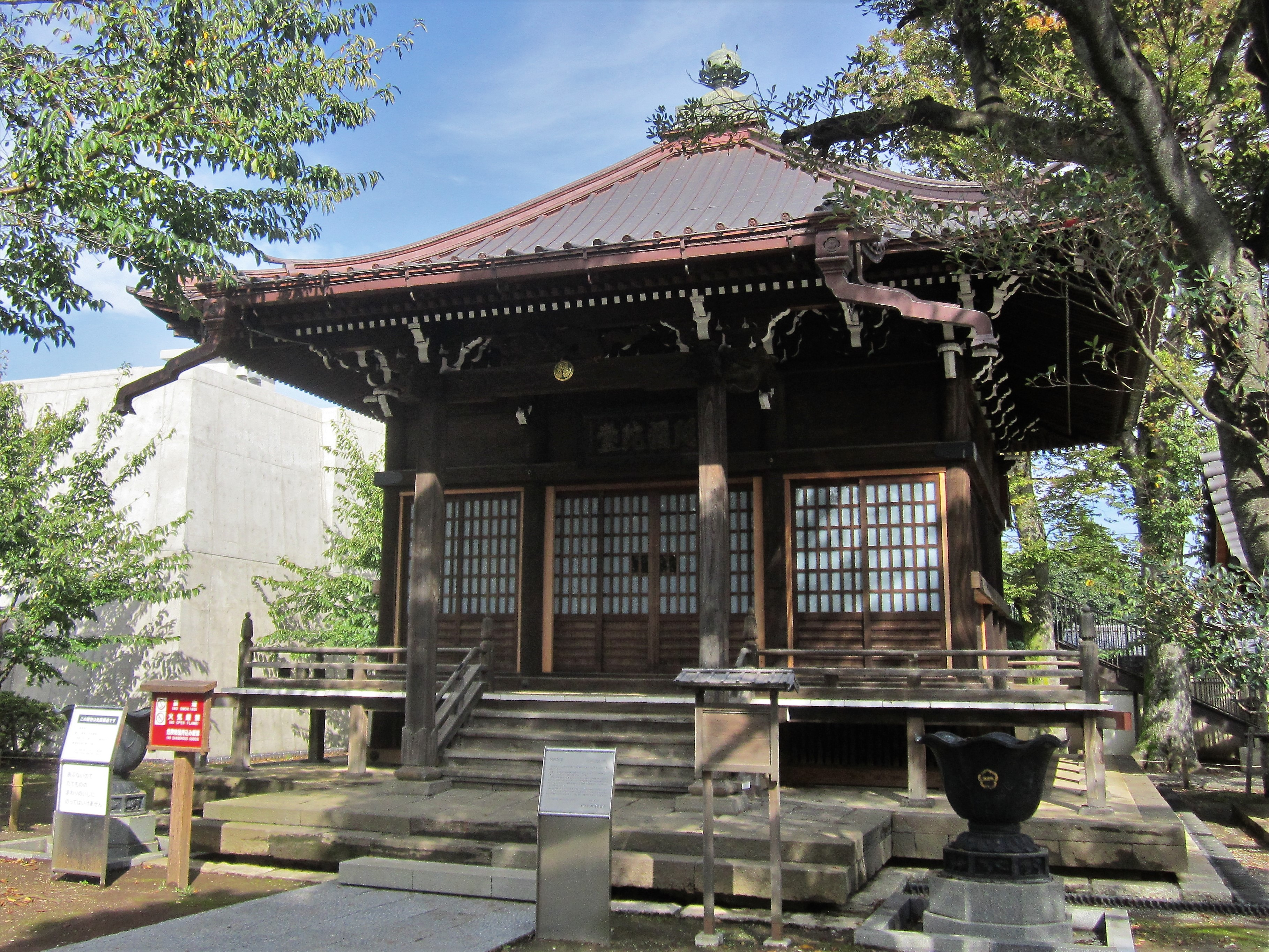
阿弥陀堂
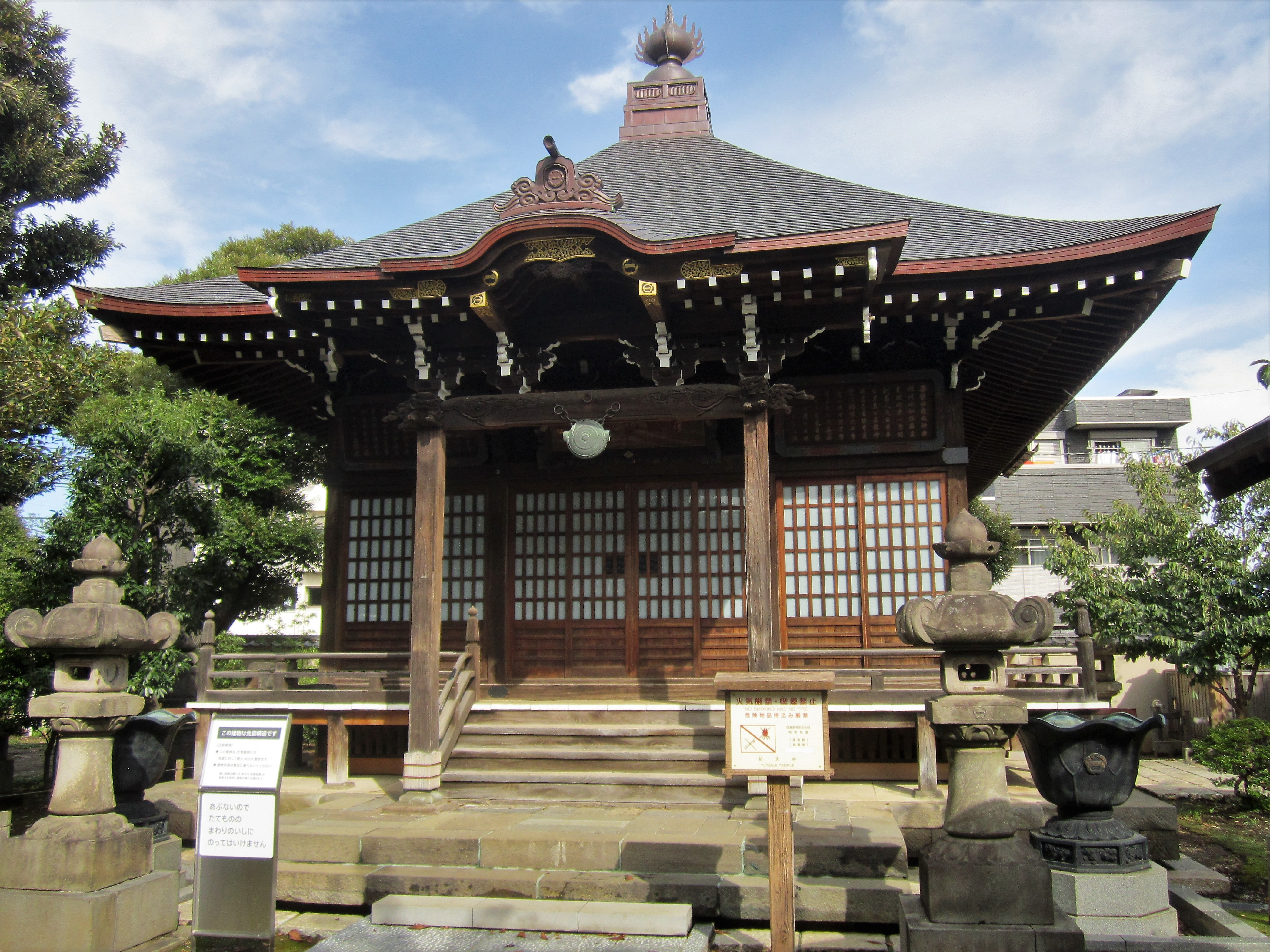
地蔵堂
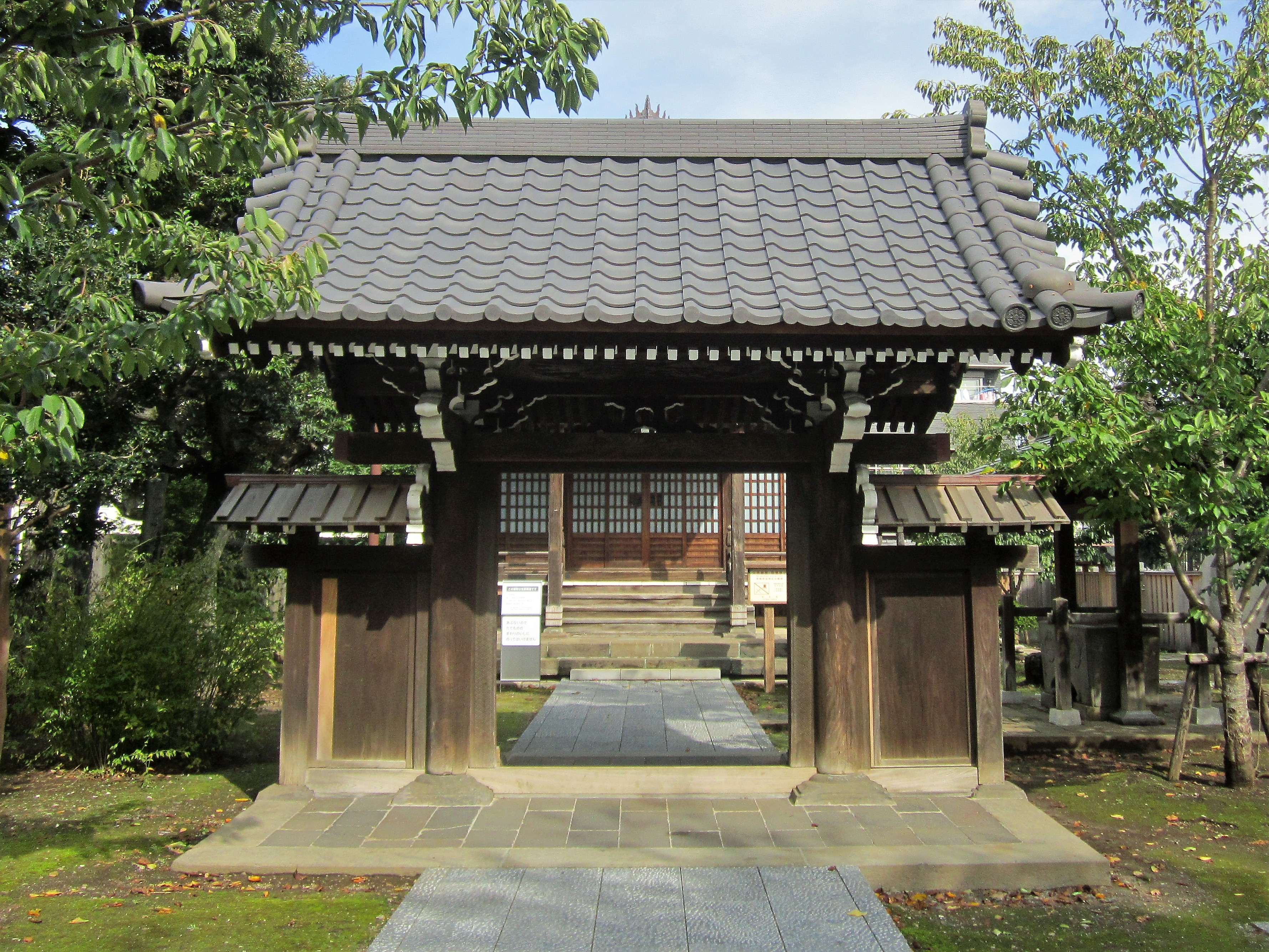
地蔵堂門
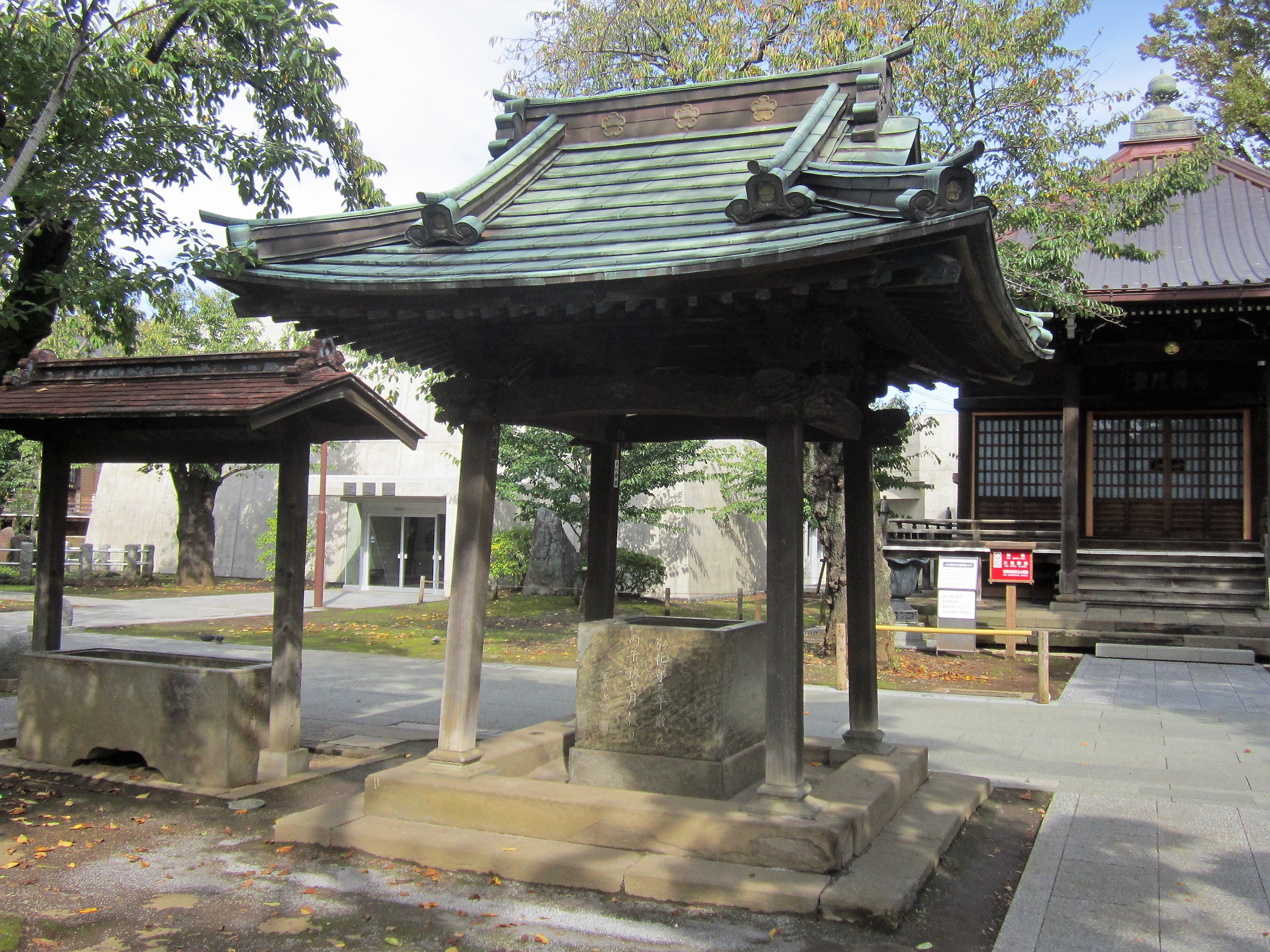
水屋
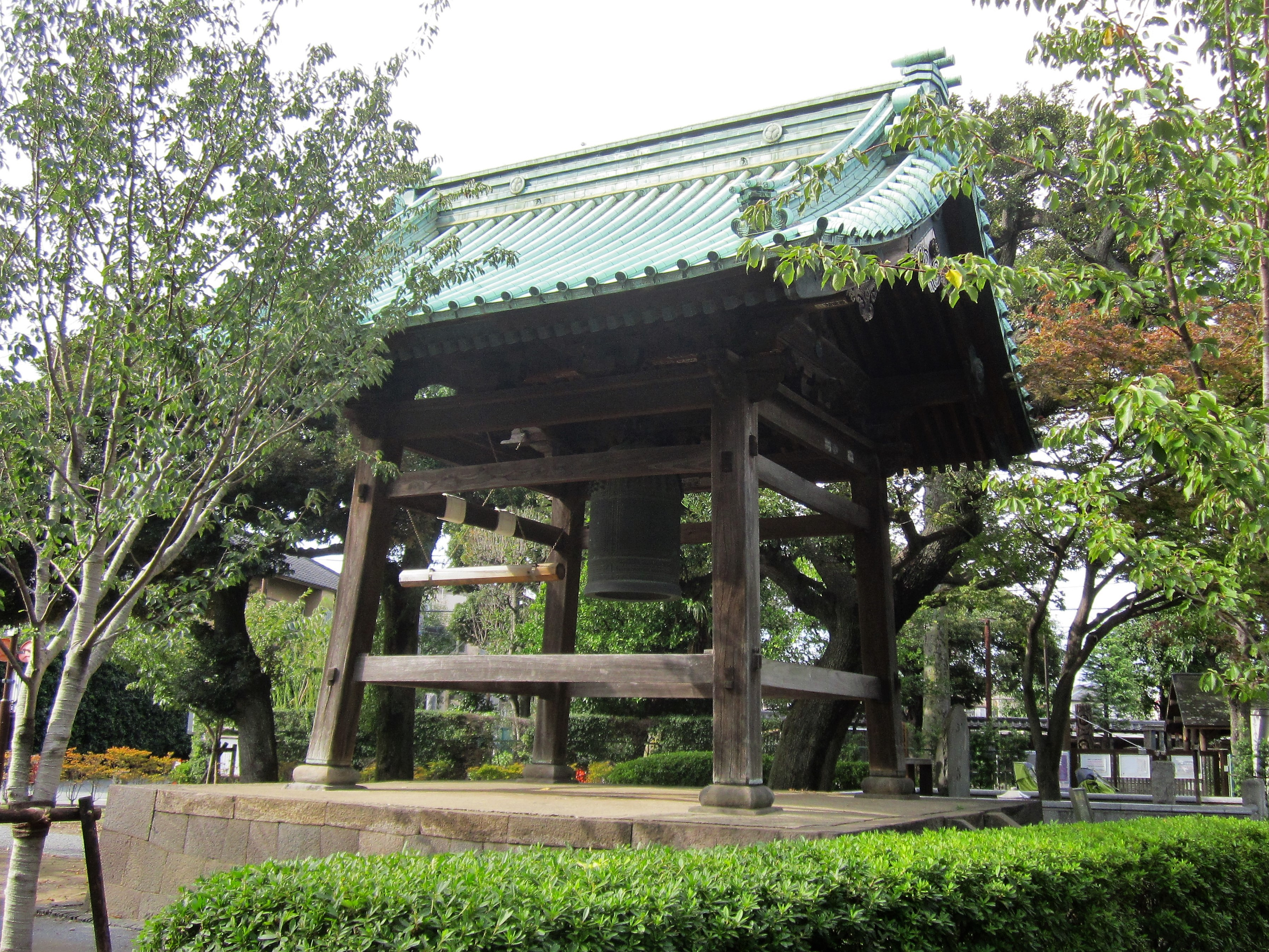
鐘楼
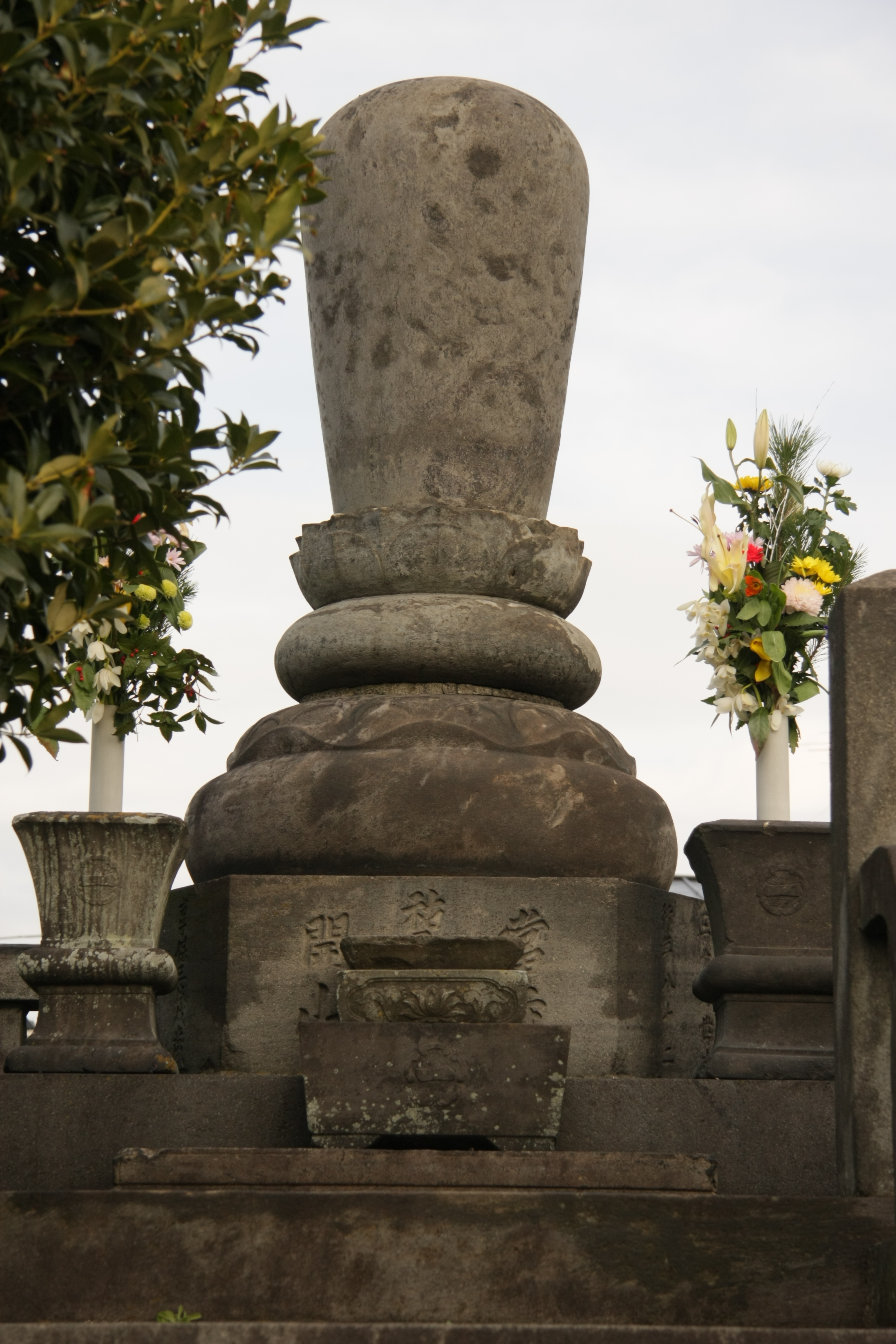
祐天上人の墓
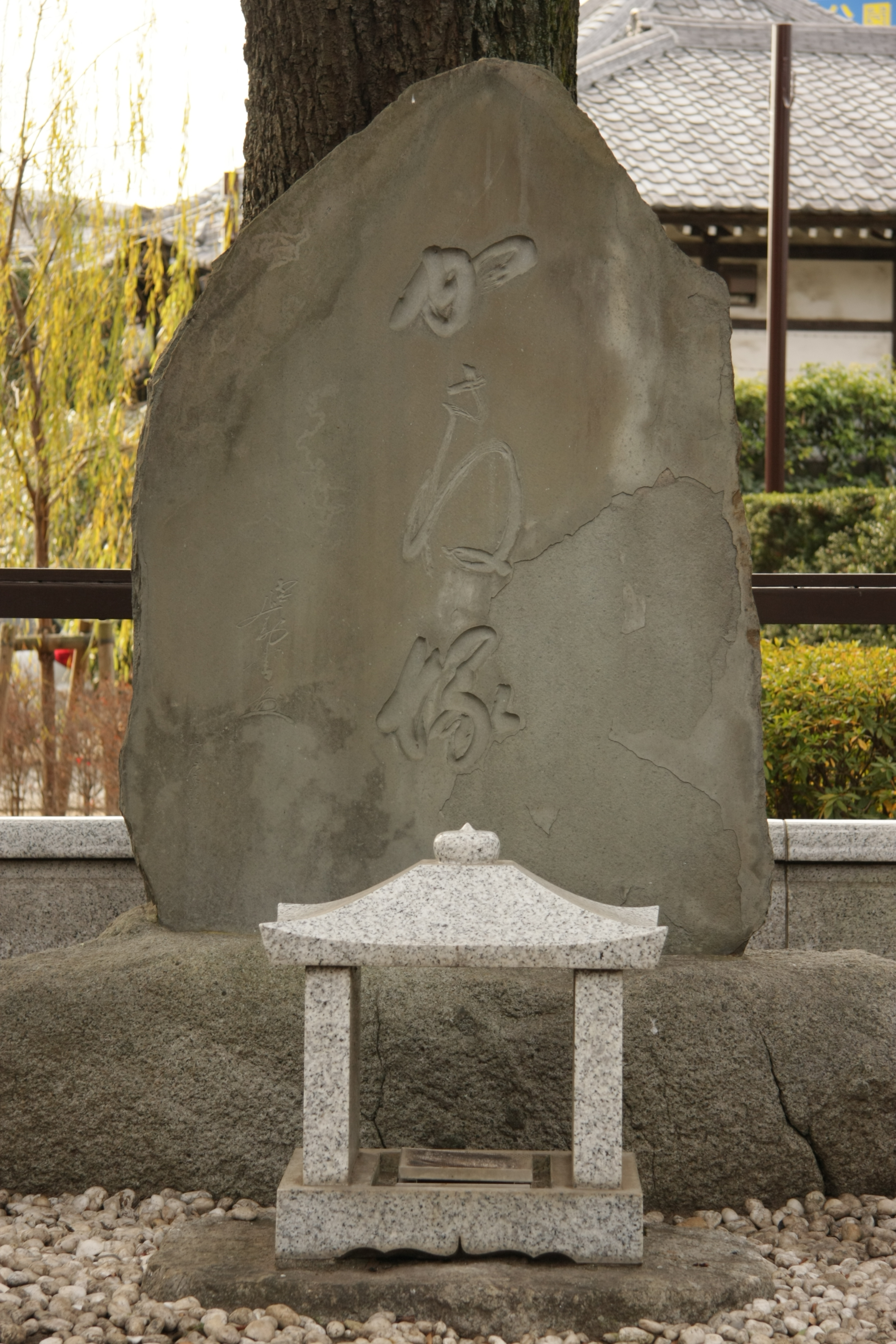
累（かさね）塚